# RVU
La RVU educatieve omroep (Emissora educativa RVU) va ser una de les emissores sense membres que formava part de la Nederlands publiek omroepbestel. Juntament amb Teleac/NOT, l'emissora va formar la Fundació Combinació de Radiodifusió Educativa.
La RVU era independent quant a filosofia de vida, ideologia o religió i, a través de les ràdios i les emissions de televisió posteriors, volia conscienciar la capacitat de judici independent dels ciutadans, el desenvolupament de les habilitats i la responsabilitat personal dels espectadors i promocionar els oients.
A partir de l'1 de setembre de 2010, la RVU es va fusionar amb NPS i Teleac per formar NTR (NPS, Teleac, RVU).

## Història
La RVU es va originar en Radio Volksuniversiteit que va ser fundada el 1930 per la Bond van Nederlandse Volksuniversiteiten. Radio Volksuniversiteit estava a l'aire des del 1932. Durant els anys de crisi, Ida van Dugteren, de la Volksuniversiteit de Rotterdam, va tenir un paper important en el manteniment de la RVU. Les emissions radiofòniques de la RVU van ser censurades repetidament i fou atacada sovint pel NSB que lava titllar d'organització del "mantell bolxevic". El març de 1941 totes les emissores de ràdio neerlandeses van ser cancel·lades pels ocupants alemanys. Després de laSegona Guerra Mundial la RVU va tornar a emetre. El 1983 va emetre el primer programa de televisió i el nom de RVU es va canviar per RVU educatieve omroep.

## Televisió
- Keuringsdienst van Waarde, programa de consum (posteriorment va ser emès pel KRO i el KRO-NCRV, respectivament).
- Mooie woorden, sèries de programes sociolingüístics sobre el mal ús de la llengua holandesa de Theo Uittenbogaard i Hanneke Houtkoop.
- Het grote complot, programa de Paul Jan van de Wint i Rob Muntz.
- God bestaat niet, programa de Paul Jan van de Wint i Rob Muntz.
- Terug op de werkvloer, directius i presidents a la fàbrica.
- Club van 100, club per a persones que realment es preocupen els uns dels altres.
- Haring i Stof, programes filosòfics sobre qüestionament, presentats pe Bas Haring.
- Er was eens... (Il était une fois...), dibuixos animats educatius sobre ciència.

### Assumits per NTR
Els programes emesos després de la fusió amb NTR són:
- De wilde keuken, programa presentat per Wouter Klootwijk.
- Voor elkaar, el programa investiga per què la gent no acudeix al rescat d'un desconegut. I què passa si ho fan.
- Tante in Marokko, programa obre holandesos marroquins en el viatge de vacances al Marroc.[2]
- Klootwijk aan Zee, un programa de consum sobre peixos, presentat per Wouter Klootwijk.

## Ràdio
La RVU es va emetre a la ràdio i ara emet com NTR a Radio 1 i Radio 5 Nostalgia Pavlov i Familie Nederland. A Familie Nederland el presentador Ben Kolster deixa que els oients expliquin els seus records.